# Eddie Kennedy
Eddie Kennedy (* 1960 in Thurles, County Tipperary, Irland) ist ein FineArt-Künstler unserer Zeit. Er absolvierte 1983 die School of Art and Design in Limerick mit Auszeichnung und erlangte 1989 seinen Master of Fine Arts (MFA) an der University of Cincinnati. Nach einigen Jahren aktiven Schaffens und Zusammenarbeit mit US-Künstler Ron Gorchov in New York lebt und arbeitet er heute in Dublin und County Mayo (Irland).

## Ausstellungen (Auswahl)
- 2007 | Find, Hillsboro Fine Art, Dublin
- 2007 | Summer Exhibition, Fenton Gallery, Cork
- 2007 | Art-Miami, Miami Beach Convention Centre
- 2006 | Invited artist, Royal Hibernian Academy Annual Exhibition, Dublin
- 2006 | Winter Show, Fenton Gallery, Cork
- 2006 | Gallery Artists, Hillsboro Fine Art, Dublin

## Werke
Hillsboro Fine Art. 20th Century & Contemporary Art, ISBN 978-0-9556736-0-3.